# Sam Quek
Samantha Ann Quek (née le 18 octobre 1988 à Wirral (Angleterre)) est une joueuse de hockey sur gazon britannique, membre de l'équipe de Grande-Bretagne de hockey sur gazon féminin. 
Avec la Grande-Bretagne, elle est sacrée championne olympique en 2016 à Rio de Janeiro.
En novembre 2016 elle participe à la célèbre émission I'm a Celebrity... Get Me Out of Here !, saison 16.
A la rentrée 2024, elle participe à Strictly Come Dancing, saison 22.